# Silvestre y La Naranja
Silvestre y La Naranja es una banda de rock argentina formada en Buenos Aires, Argentina, e integrada desde 2018 por Justo Fernández Madero (voz y guitarra), Francisco Nicholson (guitarra y coros), Lucas Grasso (bajo y coros) y Fernando Laprida (batería).

## Historia

### Inicios y primera formación
La banda nace en un viaje de verano de Justo Fernández Madero y Francisco Nicholson en la Patagonia argentina, lo que explica el origen de su nombre. Las letras de sus primeras canciones hacen referencia a ese entorno, evocando lagos, ríos y bosques.
En 2016, luego de haber lanzado su primer disco homónimo, Silvestre y La Naranja lanza Laguna, caracterizado por sus sonidos psicodélicos y barrocos de esta primera etapa del proyecto.
Luego de una pausa, en 2018, Silvestre y La Naranja se vuelve a formar con sus integrantes actuales, incluyendo a Luco Grasso en bajo y Ferla Laprida en batería.

### ANIM4LES (2019 - 2020)
En noviembre de 2019, Silvestre y La Naranja lanza su primer álbum de esta nueva etapa, titulado ANIM4LES. Según la prensa, Justo Fernández “nos canta las escalas que toma el amor, desde el primer flechazo en Loco por Vos y Sos Todo Lo Que Está Bien al placer en Animales, pasando por el desencuentro en Todas Esas Tardes hasta caer en la más honda tristeza de la ruptura y el desamor en Disfraces y Hasta Desaparecer".
Durante el 2020, en un año marcado por la pandemia y sin la posibilidad de hacer shows en vivo, la banda rinde tributo a Charly García con una versión de Promesas Sobre El Bidet para la edición en línea del Quilmes Rock. La canción luego fue incorporada al EP ANIM4LES: Reversiones, que contiene varios mash-ups con clásicos argentinos además de algunas reversiones y que incluye una reversión de su sencillo Todas Esas Tardes con un ft. de Clara Cava. En paralelo, en pleno confinamiento y en un proceso de introspección y creatividad,  la banda comienza a trabajar en las canciones de su próximo disco.

### SUPERSTICIONES, Lollapalooza Chile y primeros pasos en Latinoamérica (2021-2022)
En 2021, Silvestre y La Naranja lanza su álbum SUPERSTICIONES, el cual oscila entre el soul, el funk y el R&B. El disco cuenta con diez tracks e incluye colaboraciones como la de Goyo Degano de Bandalos Chinos en el sencillo Intensidad y Esmeralda Escalante de Ainda en Canción Para Que Vuelvas.
En septiembre de ese mismo año, logran presentarlo en vivo en el Hipódromo de Palermo, con entradas agotadas y Emanuel Horvilleur como invitado especial durante la canción El Instinto.
En 2022, la banda da sus primeros pasos en Latinoamérica y se presenta en el Lollapalooza de Santiago de Chile, con artistas como Foo Fighters, The Strokes y Miley Cyrus. Ese mismo año, la banda despide el disco en el Teatro Vorterix en Buenos Aires, con localidades agotadas.

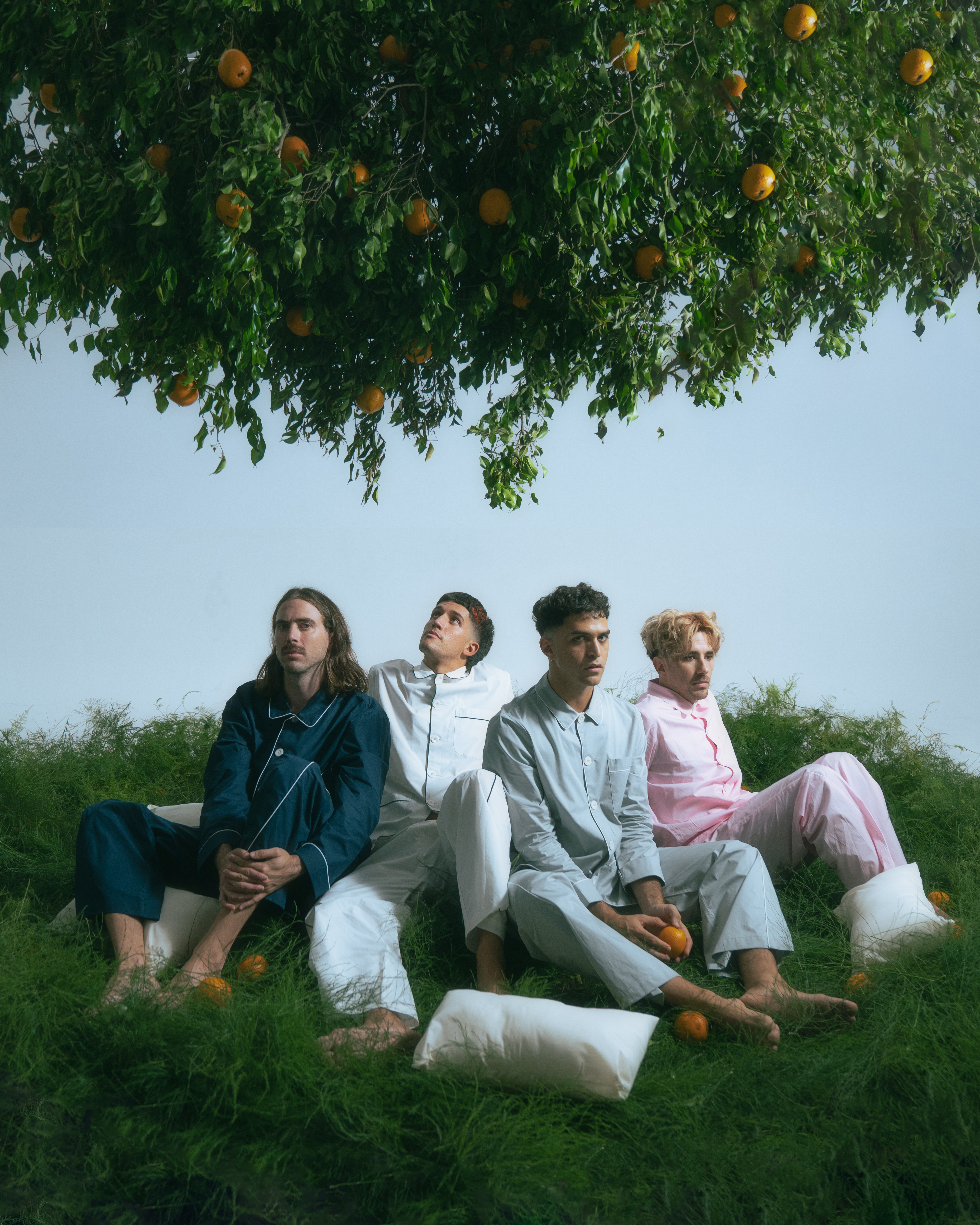
Silvestre y La Naranja en la promoción de la gira Sueño Cítrico

### Sueño Cítrico y expansión internacional (2023 - actualidad)
En abril de 2023, Silvestre y La Naranja lanza Sueño Cítrico.  El álbum es coproducido junto a Mateo Rodó y grabado en Estudios del Sur, a las afueras de Santiago de Chile: “Queríamos tener la experiencia de la grabación a la vieja usanza, aislarnos de todo y grabar el disco medio 24/7, metidos, los cuatro” Según los medios, Sueño Cítrico no sólo marca un crecimiento en lo musical sino también la consolidación del grupo como parte importante de la escena argentina. El disco incluye, entre otras canciones, los sencillos Fiebre Atemporal, Hechizao y Vencimiento ft. Esteman, a quien la banda conoce en un festival en la ciudad de La Plata.
Siguiente al lanzamiento del álbum, la banda se embarca en su primera gira argentina y latinoamericana de gran envergadura para presentar el mismo. La misma incluye importantes presentaciones en México, como el Festival Vive Latino 2023, el Festival Tecate Pa’l Norte 2024 en Monterrey, y conciertos en ciudades como Zacatecas, Guadalajara, Querétaro, Aguascalientes, Puebla y culminando en CDMX en el Lunario del Auditorio Nacional. En Colombia, Silvestre y La Naranja se presenta en el Festival Cordillera 2023 y a su vez en las ciudades de Medellín y Bogotá. La gira también incluye shows en el Festival Reciclarte en Paraguay, el Festival Cosquín Rock en Uruguay y en Lima, Perú.
En septiembre de 2023, Silvestre y La Naranja cierra su gira de presentación argentina de Sueño Cítrico (que abarca ciudades como Córdoba, Rosario, Mendoza, La Plata, San Juan, Tucumán, Mar del Plata, Bahía Blanca, Santa Fe, San Luis y Neuquén) en el mítico Estadio Obras en la Ciudad de Buenos Aires. La banda decide registrar el concierto, que es aclamado por la crítica y lanzarlo como álbum en vivo en las plataformas digitales.
A fines de ese mismo año, la banda lanza la versión deluxe de Sueño Cítrico: El Día Después, incluyendo el sencillo Carta de Amor.
En enero de 2024, la banda tiene su primer desembarco en el continente europeo con presentaciones agotadas en Madrid y Barcelona.
En abril de 2024, y luego de haber hecho una versión de Demoliendo Hoteles en vivo en Obras, reciben la invitación de Fabiana Cantilo, ícono del rock argentino, para colaborar en su nuevo sencillo titulado La Era Del Dragón. Ese mismo año, Sueño Cítrico es nominado como mejor álbum de grupo pop alternativo en los Premios Gardel.

## Discografía

### Álbumes de Estudio
- Laguna (2016)
- ANIM4LES (2019)
- SUPERSTICIONES (2021)
- Sueño Cítrico (2023)
- ALTER EGO (2025)

### Deluxes y álbumes en vivo
- Sueño Cítrico: El Día Después (2023)
- En Vivo Estadio Obras (2024) Grabado durante la presentación del álbum Sueño Cítrico en Estadio Obras, Buenos Aires, en septiembre de 2023.

### EPs
- Silvestre y La Naranja (2012)

- ANIM4LES: Reversiones (2020)
- SUPERSTICIONES: Remixes (2022)

### Sencillos
- Todas Esas Tardes (2018)
- Animales (2018)
- Hasta Desaparecer (2019)
- El Instinto (2019)
- Sos Todo Lo Que Está Bien (2019)
- Debajo de la Superficie (2020)
- Amores Callejeros (2020)
- Intensidad (2021)
- Supersticiones (2021)
- Fiebre Atemporal (2022)
- Levitando Lento (2022)
- Hechizao (2022)
- Tu Veneno (2023)
- El Ding Dong (2023)
- Carta de Amor (2023)
- La Era Del Dragón ft. Fabiana Cantilo (2024)
- Escudo ft. Xavibo (2024)
- PRISIONERO PERFECTO (2024)
- OCÉANO (2025)

## Premios

### Premios Gardel2024
| Año  | Obra          | Categoría                         | Resultado |
| ---- | ------------- | --------------------------------- | --------- |
| 2024 | Sueño Cítrico | Mejor álbum grupo pop alternativo | Nominado  |

## Integrantes
Justo Fernandez Madero - voz, guitarra
Francisco J. Nicholson - guitarra, coros
Lucas Grasso - bajo, sintetizadores, coros
Fernando Laprida - batería, sintetizadores